# Ungarische Heraldik
Die ungarische Heraldik beruht mehr oder weniger auf der Grundlage der deutschen Heraldik. Diese Vielfalt an mittelalterlichen Elementen wurde in die ungarische Wappenkunde übernommen und überdauerte lange in Ungarn. So hielt sich diese Art der Heraldik auch länger als das Römisch-Deutsche Reich. So findet man vielfach Burgen, Wehrtürme und Stadtmauern vor. Einen weiteren Einfluss hatte auch die österreichische Heraldik: die zeitweilige Zugehörigkeit zum Hause Habsburg fand auch in der ungarischen Heraldik ihren Niederschlag. Die gruselig anmutenden heraldische Eigenheiten entstanden besonders in der Zeit der Türkenkriege. So finden sich in den Wappen abgehauene oder blutende Türkenköpfe. Diese wurden mit und ohne Turban oder Heidenhüte im Schild gezeigt. Auch aufgespießt auf Lanzen oder Säbel wurden die türkisch-osmanischen Kopfbedeckungen gezeigt. An Helmen findet man Stech- und Bügelhelme – fast durchgängig mit Helmkronen – auf den Schildern. Mehrfarbige Helmdecken in Blau-Gold und Rot-Silber sind vorherrschend. Schwertschwingende geharnischte Arme und schwertschwingende Löwen, aber auch nur Türkensäbel sind häufig auf ungarischen Wappen zu sehen, ebenso wie der Greif als Wappentier. Zu beliebten Motiven zählen weiters auch Abbildungen mit reitenden Panduren und Husaren. Der ungarische Uradel griff auch gerne auf magyarische Stammessymbole zurück: das sind Fabeltiere, Sonne, Mond und Sterne. Einfache Heroldsbilder sind in der ungarischen Heraldik wenig verbreitet.
Beispiele für abgehauene oder blutende Türkenköpfe in der ungarischen Heraldik.

Aufgespießter Türkenkopf im Schild und Oberwappen von Komádi
Hajdúdorog
Derecske